# Pfarrkirche Sindelburg

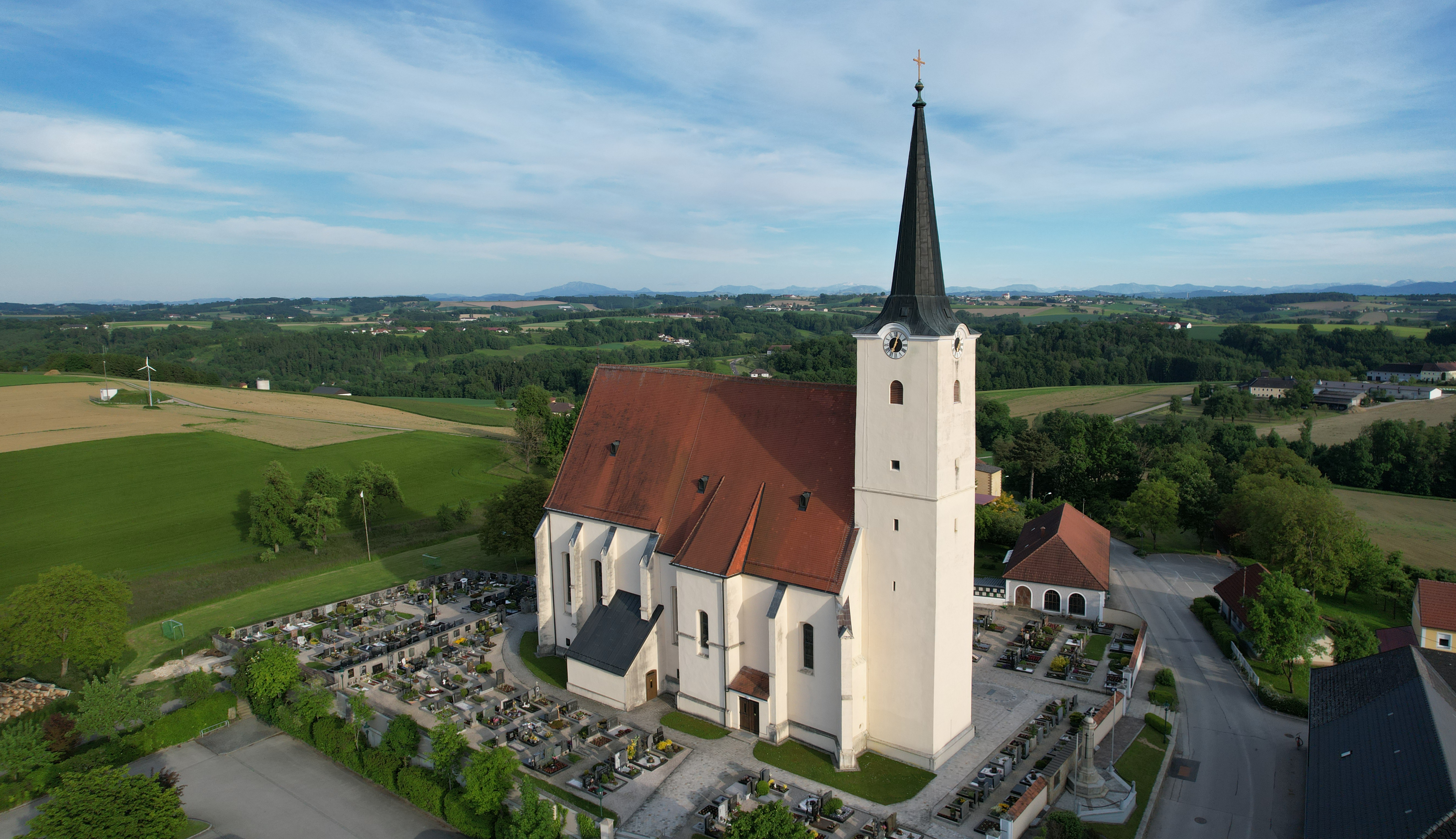
Katholische Pfarrkirche hl. Johannes der Täufer in Sindelburg

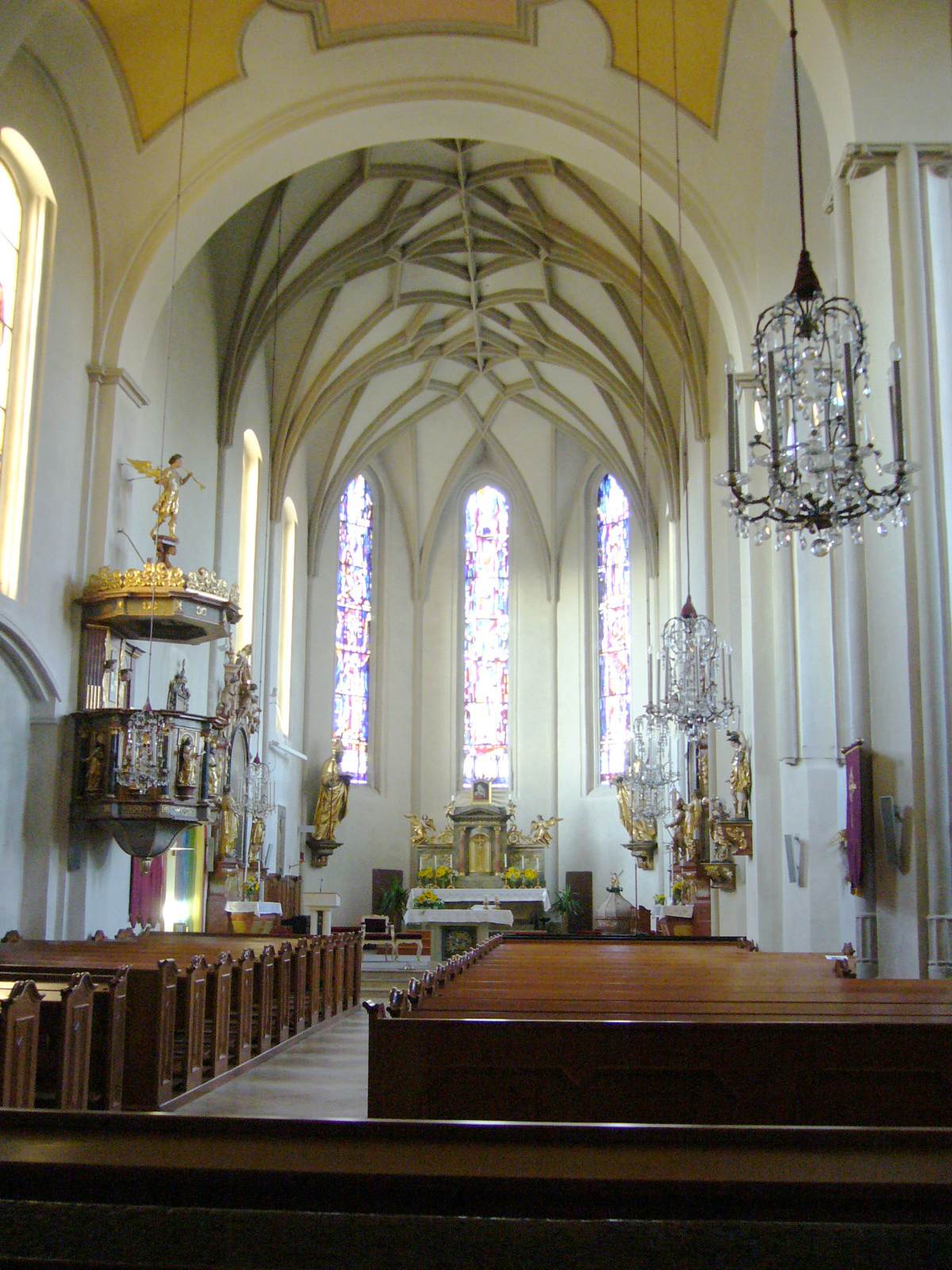
Langhaus, Blick zum Chor

Die Pfarrkirche Sindelburg steht weithin sichtbar auf einer Anhöhe im Kirchweiler Sindelburg in der Marktgemeinde Wallsee-Sindelburg im Bezirk Amstetten in Niederösterreich. Die auf den heiligen Johannes der Täufer geweihte römisch-katholische Pfarrkirche gehört zum Dekanat Amstetten der Diözese St. Pölten. Die Kirche und der Friedhof stehen unter Denkmalschutz (Listeneintrag).

## Geschichte
Im 11. Jahrhundert bestand eine herrschaftliche Pfarre der Sunilburger, 1111 urkundlich als Pfarre genannt. 1331/1336 eine Stiftung der Herren von Wallsee. Von 1576 bis 1627 war die Kirche protestantisch. Die Pfarre hat mit 1581 die ältesten Matriken der Diözese St. Pölten.
Die Jahresangabe 1504 am Nordportal nennt den spätgotischen Ausbau der Kirche. 1750 war ein Brand. 1893 und 1990 waren Restaurierungen.

## Architektur
Der mächtige spätgotische Kirchenbau als ungleich zweischiffige Hallenkirche mit einem Langchor in der Verlängerung des breiteren Nordschiffes und einem vorgestellten Westturm ist von einem Friedhof umgeben.

## Ausstattung
Der Hochaltar mit einem klassizistischen Tabernakel 1832 trägt flankiert monumentale Engelsfiguren aus dem Anfang des 18. Jahrhunderts. Die zwei gleichartigen Seitenaltäre im Chor als Wandretabel um 1780 zeigen Altarblätter von Martin Johann Schmidt 1781, links das Bild hl. Sebastian bittet für Pestkranke flankiert von Statuen Rosalia und Rochus, rechts das Bild hl. Leonhard als Patron der Bauern flankiert von den Statuen Isidor und Notburga. Der Seitenaltar im Seitenschiff trägt einen Tabernakel mit der Aufsatzgruppe Christus am Kreuz mit Maria Magdalena aus der Mitte des 18. Jahrhunderts. Die Kanzel um 1680 trägt am Korb Evangelistenstatuetten und auf dem Schalldeckel  Posaunenengel.
Den Volksaltar schuf der Bildhauer Robert Herfert 1990.
Im spätbarock-klassizistischen Orgelgehäuse von Peter Hötzel (Hölzl) 1797 ist ein Werk von Gregor Hradetzky 1965.

## Grabdenkmäler
- An der Langhausnordwand Wappengrabplatte Barbara von Schaunberg 1506 (Letzte der Wallsee) mit dem Relief Hirschjagd unter Astwerkbaldachin.
- In der alten Sakristei drei 1990 vom Grab gehobene Grabplatten: Hans Reinprecht Reichenburg 1570 mit Allianzwappen, Salome Kölnpöck 1616, Nimrod Kölnpöck 1620, jeweils dreizonig mit Wappen.
- Im Chor Wappenepitaph mit Chronogramm Sigismund Engstler 1721.
- An der Chorwand Priestergrabsteine aus dem 17. bis 19. Jahrhundert, u. a. Sigmund Aigner und Andreas Mundl, beide 1516.
- An der östlichen Außenwand des Chores befindet sich die Gruft der Inhaber von Schloss Wallsee, in der u. a. Erzherzogin Marie Valerie (1868–1924) und Erzherzog Franz Salvator von Österreich-Toskana (1866–1939) bestattet sind.